# بوبي ميتشيل
بوبي ميتشيل (بالإنجليزية: Bobby Mitchell)‏ (19 يوليو 1924 بغلاسكو في المملكة المتحدة - 8 أبريل 1993) هو مدرب كرة قدم ولاعب كرة قدم بريطاني (وحمل سابقاً جنسية المملكة المتحدة لبريطانيا العظمى وأيرلندا) في مركز جناح. شارك مع منتخب اسكتلندا لكرة القدم. أما مع النوادي، فقد لعب مع نيوكاسل يونايتد ونادي غيتزهد وبيرويك راينجرز ونادي لانارك الثالث ورابطة كرة القدم الاسكتلندية الحادية عشر ‏.

## وصلات خارجية
- بوبي ميتشيل على موقع قاعدة بيانات كرة القدم.إي يو (الإنجليزية)